# Рибоза

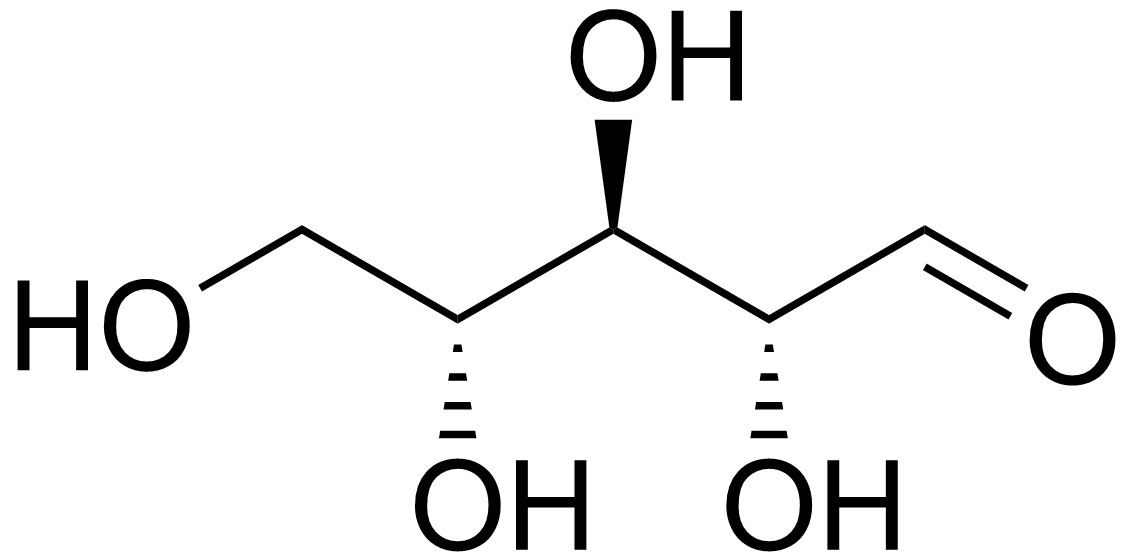
Ациклическая форма D-рибозы

Рибо́за — моносахарид из группы пентоз, бесцветные кристаллы, легко растворимые в воде и имеющие сладкий вкус. Эпимер арабинозы. Открыта в 1905 году.
L-рибоза — синтетический сахар, выделенный Эмилем Фишером и Оскаром Пилоти в 1891 году.
В 1909 году Фибус Левин (англ. Phoebus Levene) и Вальтер Якобс (англ. Walter Abraham Jacobs) выяснили, что D-рибоза — натуральный продукт, энантиомер L-рибозы, открытой Фишером и Пилоти, а также естественный компонент нуклеиновых кислот. 
Фишер выбрал имя "рибоза" как частичную перестановку из имени другого сахарида, "арабинозы", к которому рибоза является эпимером 2' углерода.

## Химические свойства
Рибоза, как и другие моносахариды, в растворах существует в виде равновесной смеси ациклической и циклических: пиранозной и фуранозной форм (аномерные α- и β-рибопиранозы и α- и β-рибофуранозы). Соотношение этих форм в растворе: β-рибопираноза (59 %), α-рибопираноза (20 %), β-рибофураноза (13 %), α-рибофураноза (7 %), ациклическая (0.1 %)
|  |  |

Рибоза восстанавливается водородом или амальгамой натрия до соответствующего альдита (рибита) и окисляется по альдегидной группе до соответствующей альдоновой (рибоновой) кислоты, способной циклизоваться в условиях синтеза в рибонолактон, с гидразинами образует озазоны.

## Биологическая роль
Рибоза в форме β-D-рибофуранозы входит в состав рибонуклеиновой кислоты, нуклеозидов, нуклеотидов и других биологических важных веществ. 
Рибоза является компонентом РНК и используется при генетической транскрипции. Производное β-D-рибозы — β-D-дезоксирибоза является компонентом ДНК. Также β-D-рибоза является компонентом АТФ и некоторых других веществ, участвующих в метаболизме.

### Хиральность
Рибоза, входящая в состав биологических структур, обладает свойством хиральной чистоты : молекулы ДНК и РНК построены исключительно на «правой» рибозе.